# Championnat de France amateurs de football 1942-1943
Navigation
CFA 1938-1939 CFA 1943-1944
Le championnat de France amateurs de football 1942-1943 est la 6e édition du championnat de France amateurs, organisé par la Fédération française de football.
En raison de l'occupation allemande de la France pendant la Seconde Guerre mondiale, le championnat se déroule en deux compétitions distinctes : il n'y a pas de titre national.
La compétition est remportée par le SC Ouest en zone Nord et par l'AS Montferrand en zone Sud.

## Zone Nord
Les onze participants sont les vainqueurs des championnats régionaux (Division d'Honneur) de la zone Nord. Les vainqueurs régionaux sont répartis en quatre groupes. Les vainqueurs des quatre groupes s'affrontent ensuite lors de la phase finale sous forme de demi-finales et d'une finale.

### Phase de groupes
| Rang | Équipe         | Pts | J | G | N | P | Bp | Bc | GA  |
| ---- | -------------- | --- | - | - | - | - | -- | -- | --- |
| 1    | Stade de Reims | 4   | 2 | 2 | 0 | 0 | 3  | 0  | ∞   |
| 2    | SO Charenton   | 2   | 2 | 1 | 0 | 1 | 3  | 2  | 1,5 |
| 3    | RC Roubaix     | 0   | 2 | 0 | 0 | 2 | 0  | 4  | 0   |

| Rang | Équipe           | Pts | J | G | N | P | Bp | Bc | GA    |
| ---- | ---------------- | --- | - | - | - | - | -- | -- | ----- |
| 1    | RC Franc-Comtois | 4   | 2 | 2 | 0 | 0 | 7  | 0  | ∞     |
| 2    | FC Gueugnon      | 2   | 2 | 1 | 0 | 1 | 4  | 7  | 0,571 |
| 3    | CS Homécourt     | 0   | 2 | 0 | 0 | 2 | 1  | 5  | 0,2   |

| Rang | Équipe                 | Pts | J | G | N | P | Bp | Bc | GA |
| ---- | ---------------------- | --- | - | - | - | - | -- | -- | -- |
| 1    | SC Ouest               | 2   | 2 | 0 | 2 | 0 | 2  | 2  | 1  |
| 2    | AS Trouville-Deauville | 2   | 2 | 0 | 2 | 0 | 2  | 2  | 1  |

| Rang | Équipe      | Pts | J | G | N | P | Bp | Bc | GA |
| ---- | ----------- | --- | - | - | - | - | -- | -- | -- |
| 1    | Bordeaux EC | 4   | 2 | 2 | 0 | 0 | 3  | 0  | ∞  |
| 2    | OC Orléans  | 2   | 2 | 1 | 0 | 1 | 1  | 1  | 1  |
| 3    | AS Saintes  | 0   | 2 | 0 | 0 | 2 | 0  | 3  | 0  |

### Phase finale
|  | Demi-finales                  | Demi-finales                  | Demi-finales                  | Demi-finales                  |          |          | Finale                  | Finale                  | Finale                  | Finale                  |
|  |                               |                               |                               |                               |          |          |                         |                         |                         |                         |
|  | 16 mai 1943, La Roche-sur-Yon | 16 mai 1943, La Roche-sur-Yon | 16 mai 1943, La Roche-sur-Yon | 16 mai 1943, La Roche-sur-Yon |          |          | 30 mai 1943, Saint-Ouen | 30 mai 1943, Saint-Ouen | 30 mai 1943, Saint-Ouen | 30 mai 1943, Saint-Ouen |
|  | SC Ouest                      | SC Ouest                      | 4                             | 4                             |          |          | 30 mai 1943, Saint-Ouen | 30 mai 1943, Saint-Ouen | 30 mai 1943, Saint-Ouen | 30 mai 1943, Saint-Ouen |
|  | SC Ouest                      | SC Ouest                      | 4                             | 4                             |          |          | 30 mai 1943, Saint-Ouen | 30 mai 1943, Saint-Ouen | 30 mai 1943, Saint-Ouen | 30 mai 1943, Saint-Ouen |
|  | Bordeaux EC                   | Bordeaux EC                   | 1                             | 1                             |          |          | 30 mai 1943, Saint-Ouen | 30 mai 1943, Saint-Ouen | 30 mai 1943, Saint-Ouen | 30 mai 1943, Saint-Ouen |
|  | Bordeaux EC                   | Bordeaux EC                   | 1                             | 1                             | SC Ouest | SC Ouest | 2                       | 2                       |                         |                         |
|  | 16 mai 1943, Nancy            |                               |                               |                               | SC Ouest | SC Ouest | 2                       | 2                       |                         |                         |
|  |                               |                               | RC Franc-Comtois              | RC Franc-Comtois              | 0        | 0        |                         |                         |                         |                         |
|  | RC Franc-Comtois              | RC Franc-Comtois              | RC Franc-Comtois              | RC Franc-Comtois              | 0        | 0        | 1                       | 1                       |                         |                         |
|  | RC Franc-Comtois              | RC Franc-Comtois              |                               |                               |          |          |                         | 1                       |                         |                         |
|  | Stade de Reims                | Stade de Reims                | 0                             | 0                             |          |          |                         |                         |                         |                         |
|  | Stade de Reims                | Stade de Reims                | 0                             | 0                             |          |          |                         |                         |                         |                         |

## Zone Sud
Les sept participants sont les vainqueurs des championnats régionaux (Division d'Honneur) de la zone Sud. Les vainqueurs régionaux s'affrontent sous forme d'un tour préliminaire puis de demi-finales et d'une finale. Le SO Gap est directement qualifié pour les demi-finales.
|  | Tour préliminaire  | Tour préliminaire    | Tour préliminaire  | Tour préliminaire  |                    |                | Demi-finales              | Demi-finales              | Demi-finales              | Demi-finales              |  |  | Finale                 | Finale                 | Finale                 | Finale                 |
|  |                    |                      |                    |                    |                    |                |                           |                           |                           |                           |  |  |                        |                        |                        |                        |
|  | 2 mai 1943, Roanne | 2 mai 1943, Roanne   | 2 mai 1943, Roanne | 2 mai 1943, Roanne |                    |                | 9 mai 1943, Saint-Étienne | 9 mai 1943, Saint-Étienne | 9 mai 1943, Saint-Étienne | 9 mai 1943, Saint-Étienne |  |  | 16 mai 1943, Périgueux | 16 mai 1943, Périgueux | 16 mai 1943, Périgueux | 16 mai 1943, Périgueux |
|  | 2 mai 1943, Roanne | 2 mai 1943, Roanne   | 2 mai 1943, Roanne | 2 mai 1943, Roanne |                    |                | 9 mai 1943, Saint-Étienne | 9 mai 1943, Saint-Étienne | 9 mai 1943, Saint-Étienne | 9 mai 1943, Saint-Étienne |  |  | 16 mai 1943, Périgueux | 16 mai 1943, Périgueux | 16 mai 1943, Périgueux | 16 mai 1943, Périgueux |
|  | AS Montferrand     | AS Montferrand       | 2                  | 2                  |                    |                | 9 mai 1943, Saint-Étienne | 9 mai 1943, Saint-Étienne | 9 mai 1943, Saint-Étienne | 9 mai 1943, Saint-Étienne |  |  | 16 mai 1943, Périgueux | 16 mai 1943, Périgueux | 16 mai 1943, Périgueux | 16 mai 1943, Périgueux |
|  | AS Montferrand     | AS Montferrand       | 2                  | 2                  |                    |                | 9 mai 1943, Saint-Étienne | 9 mai 1943, Saint-Étienne | 9 mai 1943, Saint-Étienne | 9 mai 1943, Saint-Étienne |  |  | 16 mai 1943, Périgueux | 16 mai 1943, Périgueux | 16 mai 1943, Périgueux | 16 mai 1943, Périgueux |
|  | Lyon OU            | Lyon OU              | 1                  | 1                  |                    |                | 9 mai 1943, Saint-Étienne | 9 mai 1943, Saint-Étienne | 9 mai 1943, Saint-Étienne | 9 mai 1943, Saint-Étienne |  |  | 16 mai 1943, Périgueux | 16 mai 1943, Périgueux | 16 mai 1943, Périgueux | 16 mai 1943, Périgueux |
|  | Lyon OU            | Lyon OU              | 1                  | 1                  | AS Montferrand     | AS Montferrand | 1ap                       | 1ap                       |                           |                           |  |  | 16 mai 1943, Périgueux | 16 mai 1943, Périgueux | 16 mai 1943, Périgueux | 16 mai 1943, Périgueux |
|  |                    |                      |                    |                    | AS Montferrand     | AS Montferrand | 1ap                       | 1ap                       |                           |                           |  |  | 16 mai 1943, Périgueux | 16 mai 1943, Périgueux | 16 mai 1943, Périgueux | 16 mai 1943, Périgueux |
|  |                    |                      | SO Gap             | SO Gap             | 0                  | 0              |                           |                           |                           |                           |  |  | 16 mai 1943, Périgueux | 16 mai 1943, Périgueux | 16 mai 1943, Périgueux | 16 mai 1943, Périgueux |
|  |                    |                      |                    |                    | 0                  | 0              |                           |                           |                           |                           |  |  | 16 mai 1943, Périgueux | 16 mai 1943, Périgueux | 16 mai 1943, Périgueux | 16 mai 1943, Périgueux |
|  |                    | 9 mai 1943, Toulouse |                    |                    |                    |                |                           |                           |                           |                           |  |  | 16 mai 1943, Périgueux | 16 mai 1943, Périgueux | 16 mai 1943, Périgueux | 16 mai 1943, Périgueux |
|  |                    |                      |                    |                    |                    |                |                           |                           |                           |                           |  |  | 16 mai 1943, Périgueux | 16 mai 1943, Périgueux | 16 mai 1943, Périgueux | 16 mai 1943, Périgueux |
|  | AS Montferrand     | AS Montferrand       | 3                  | 3                  |                    |                |                           |                           |                           |                           |  |  |                        |                        |                        |                        |
|  | AS Montferrand     | AS Montferrand       | 3                  | 3                  | 2 mai 1943, Cahors |                |                           |                           |                           |                           |  |  |                        |                        |                        |                        |
|  |                    |                      | US Cazères         | US Cazères         | 1                  | 1              |                           |                           |                           |                           |  |  |                        |                        |                        |                        |
|  | US Cazères         | US Cazères           | US Cazères         | US Cazères         | 1                  | 1              | 1                         | 1                         |                           |                           |  |  |                        |                        |                        |                        |
|  | US Cazères         | US Cazères           |                    |                    |                    |                |                           |                           |                           |                           |  |  |                        |                        |                        |                        |
|  | RS Limoges         | RS Limoges           | 0                  | 0                  |                    |                |                           |                           |                           |                           |  |  |                        |                        |                        |                        |
|  | RS Limoges         | RS Limoges           | 0                  | 0                  | US Cazères         | US Cazères     | 4ap                       | 4ap                       |                           |                           |  |  |                        |                        |                        |                        |
|  |                    |                      |                    |                    | US Cazères         | US Cazères     | 4ap                       | 4ap                       |                           |                           |  |  |                        |                        |                        |                        |
|  |                    |                      | FC Sète            | FC Sète            | 3                  | 3              |                           |                           |                           |                           |  |  |                        |                        |                        |                        |
|  | FC Sète            |                      | FC Sète            | FC Sète            | 3                  | 3              |                           |                           |                           |                           |  |  |                        |                        |                        |                        |
|  |                    |                      |                    |                    |                    |                |                           |                           |                           |                           |  |  |                        |                        |                        |                        |
|  | AS Monaco          | AS Monaco            | forfait            | forfait            |                    |                |                           |                           |                           |                           |  |  |                        |                        |                        |                        |
|  | AS Monaco          | AS Monaco            | forfait            | forfait            |                    |                |                           |                           |                           |                           |  |  |                        |                        |                        |                        |
|  |                    |                      |                    |                    |                    |                |                           |                           |                           |                           |  |  |                        |                        |                        |                        |